# Peter J Skogström
Peter J Skogström, född 1972, är en svensk kock. Han driver Mat och vin i Slottsparken i Malmö. Peter J Skogström vann år 2006 tävlingen Årets kock och var mellan 1998 och 2004 medlem i Svenska Kocklandslaget. Han vann säsong fyra av Kockarnas kamp, som sändes på TV4 hösten 2015.